# 劉羅辰
劉 羅辰（呉音：る らじん、漢音：りゅう らしん、拼音：Liú Luóchén、生没年不詳）は、中国五胡十六国時代の匈奴独孤部の大人。北魏の南部大人。独孤部大人（たいじん：部族長）の劉眷の次男で、北魏の道武帝拓跋珪の皇后宣穆皇后の兄。

## 生涯
代国の北部大人劉眷の次男として生まれる。性格は勘が鋭く、智謀があった。
劉眷が白部・賀蘭部・柔然を討った時、劉羅辰は父に言った。「父上、わが軍は向かうところ敵なしです。しかし、わが軍中の災いのもとは早いうちに処理したほうがよいと思います」劉眷は「それは誰なのか?」と訊いた。劉羅辰は「私の従兄の劉顕は残忍な男です。すぐにでも乱を起こしかねません」と言ったが、劉眷は意に介さなかった。その後、劉眷は劉顕に殺害され、代わりに劉顕が独孤部大人となった。劉顕はさらに拓跋珪を謀殺しようとしたが未遂に終わった。
386年、拓跋珪は代王に即位すると、劉顕を馬邑で討ち、追撃して弥沢で大破させた。劉羅辰は慕容麟のもとへ逃れ、その後拓跋珪のもとへ逃れた。劉顕は常に反逆を謀っていたが、その都度劉羅辰は事前に上奏したので、南部大人を拝命した。また、中原平定に従軍し、前後の勲をもって永安公の爵位を賜い、軍功をもって征東将軍・定州刺史に任ぜられた。
死去したのち、敬と諡された。
子に劉殊暉と劉万齢があり、劉殊暉は永安公の爵位を嗣いで、并州刺史に上り、劉万齢は廷尉公となり貞と諡された（『新唐書』宰相世系表）。さらに東魏の劉仁之は劉殊暉の曾孫、北魏の鎮東将軍の劉帰・劉冀父子と唐の元勲の劉政会は劉万齢の末裔にあたる。

## 参考資料
- 『魏書』（帝紀第二、列伝第十一、列伝第七十一上）